# Hola (gromada)
Hola – dawna gromada, czyli najmniejsza jednostka podziału terytorialnego Polskiej Rzeczypospolitej Ludowej w latach 1954–1972.
Gromady, z gromadzkimi radami narodowymi (GRN) jako organami władzy najniższego stopnia na wsi, funkcjonowały od reformy reorganizującej administrację wiejską przeprowadzonej jesienią 1954 do momentu ich zniesienia z dniem 1 stycznia 1973, tym samym wypierając organizację gminną w latach 1954–1972.
Gromadę Hola z siedzibą GRN w Holi utworzono – jako jedną z 8759 gromad na obszarze Polski – w powiecie włodawskim w woj. lubelskim na mocy uchwały nr 17 WRN w Lublinie z dnia 5 października 1954. W skład jednostki weszły obszary dotychczasowych gromad Hola, Kropiwki, Zamołodycze i Turno ze zniesionej gminy Wołoskowola w tymże powiecie. Dla gromady ustalono 9 członków gromadzkiej rady narodowej.
1 stycznia 1959 z gromady Hola wyłączono wsie Kropiwki i Turno oraz PGR Turno, włączając je do gromady Sosnowica w powiecie parczewskim, po czym gromadę Hola zniesiono, włączając jej pozostały obszar (Hola, Zamołodycze) do gromady Wołoskowola w tymże (włodawskim) powiecie.